# Le Livre du voyage
Le Livre du voyage est un essai de Bernard Werber publié en 1997.

## Particularités de l'ouvrage
C'est un ouvrage dit expérimental car le livre s'adresse au lecteur en le tutoyant et se présente comme un compagnon qui va le guider dans un voyage intérieur. 
Le Livre du voyage reprend certains codes du livre-jeu (récit dont vous êtes le héros) : au fur et à mesure de l'aventure, le lecteur est invité à imaginer et visualiser des objets et des lieux à partir de descriptions sommaires du livre. Ce processus de visualisation qui se produit de façon inconsciente lors de la lecture d'un roman est utilisé consciemment par le lecteur pour créer les différents éléments du voyage.
Cependant, bien que le Livre du voyage se décrive comme étant interactif, cette définition est limitée car le livre ne réagit pas littéralement aux choix du lecteur. Les éléments imaginés sont néanmoins propres à chaque lecteur en fonction de sa créativité, de sa sensibilité et de son vécu.
Le livre est une voix qui explique plusieurs lieux à imaginer lors de la lecture du livre.
L'aventure est une vertu principale du livre car il est principalement lu sous quatre parties différentes : l'air, la terre, le feu et l'eau.